# 狼たちの絆
『狼たちの絆』（原題：縦横四海、英語題：Once a Thief）は、1991年公開の香港アクション・コメディ映画である。
監督はジョン・ウー、主演はチョウ・ユンファ、レスリー・チャン、チェリー・チェン。フランス、香港を舞台として撮影された。第11回香港電影金像奨で4部門にノミネートされた。

## 製作の背景
本作はチェリー・チェンの女優引退記念作品として計画された映画であり、チェリー・チェンのほかにチョウ・ユンファの出演が決まっていた。チョウ・ユンファにとっては、『男たちの挽歌（英雄本色）』、『男たちの挽歌 II（英雄本色II）』、『狼　男たちの挽歌・最終章（喋血雙雄II）』に続いてジョン・ウー監督とタッグを組む作品となった。
レスリー・チャンは、1989年9月に芸能界引退を発表しており、さよならコンサート「FINAL ENCOUNTER」の最終公演を1990年1月22日に終えると、引退までには契約済の映画二本の撮影を残すばかりとなっていた。そのうちの一本であった本作のクランクインが予定より遅れることとなり、その間にレスリーはもう一本の作品『欲望の翼』の撮影に入った。
本作の撮影は1990年の10月に入ってから開始し、翌1991年2月に旧正月映画として公開された。

## ストーリー
ジョー（チョウ・ユンファ）、ジム（レスリー・チャン）、チェリー（チェリー・チェン）の三人は、養父チョウ（ケネス・ツァン）のもとで一緒に暮らす孤児だった。三人は幼いうちから、彼らを国際的な大泥棒に育て上げたいチョウにより、盗みの技術を身につけるための厳しい指導を受けていた。そして大人になった彼らは名画専門の泥棒となり、チョウの金儲けを手伝うようになる。また、三人には養父チョウの他に、子どものころから父親同然に慕っていた刑事（チュウ・コン）がいた。
パリの博物館で、ポール・トゥルイユベールの名画「ハレムの召使」が盗難に遭う。その頃、三人は、別の名画を首尾よく盗み出すことに成功していた。ある時、盗みの仕事を依頼してきたフランスの取引相手との商談で『ハレムの召使』が収蔵されている古城には、盗みに入った者が呪われるという噂があることを聞かされる。チョウの手引きで彼らはこの絵も盗み出したが、安心したのもつかの間、実は、チョウの一味はフランスの取引相手と共謀して彼らを罠にはめようとしていたのだった。盗んだ絵を持って逃げるジョーとジムの命を狙い、チョウの手下が追いかけてくる。挙句にジョーの乗った車は敵のモーターボートと衝突し、ジョーは爆発に巻き込まれてしまう……。
数年後、三人は香港で再会を果たす。ジョーは下半身不随で車椅子が欠かせない身体となり、父親代わりの刑事の家に身を寄せていた。一方、ジムとチェリーは結婚して二人で暮らしている。そんな彼らにチョウはまたしても、名画を盗むよう要求してくるのだが……？

## キャスト
※括弧内は日本語吹替
- ジョー：チョウ・ユンファ（磯部勉）
- ジム：レスリー・チャン（難波圭一）
- チェリー：チェリー・チャン（佐々木優子）
- チョウ：ケネス・ツァン（池田勝）
- チュウ(父親)：チュウ・コン（嶋俊介）

吹替版その他出演:仁内建之、加藤正之、さとうあい、小関一、稲葉実、荒川太郎、星野充昭、稀代桜子、小形満、野村真弓
日本語版制作スタッフ 演出：藤山房伸、翻訳：安西敏、音楽／効果：佐藤良介、録音スタジオ：神南スタジオ、VTRスタジオ：原宿ビデオセンター、制作：千代田プロダクション

## 主題歌
- レスリー・チャン『風継続吹』
作曲：宇崎竜童、阿木燿子 / 填詞：鄭國江
（山口百恵『さよならの向う側』のカバー）

## 受賞・ノミネート
| 賞                   | 部門             | 対象             | 結果       |
| -------------------- | ---------------- | ---------------- | ---------- |
| 第11回香港電影金像奨 | 最優秀作品賞     |                  | ノミネート |
| 第11回香港電影金像奨 | 最優秀監督賞     | ジョン・ウー     | ノミネート |
| 第11回香港電影金像奨 | 最優秀主演男優賞 | チョウ・ユンファ | ノミネート |
| 第11回香港電影金像奨 | 最優秀編集賞     | 胡大為           | ノミネート |